# Kung Food
Kung Food es un videojuego de tipo Yo contra el barrio humorístico de un solo jugador para el sistema de juegos portátiles Atari Lynx el cual fu lanzado en el año 1992 en Norteamérica. El jugador controla a un protagonista que utiliza las artes marciales para derrotar a las verduras mutantes que han invadido el congelador.